# Nototropis urocarinatus
Nototropis urocarinatus is een vlokreeftensoort uit de familie van de Atylidae. De wetenschappelijke naam van de soort is voor het eerst geldig gepubliceerd in 1980 door McKinney.